# Kleinkraftrad

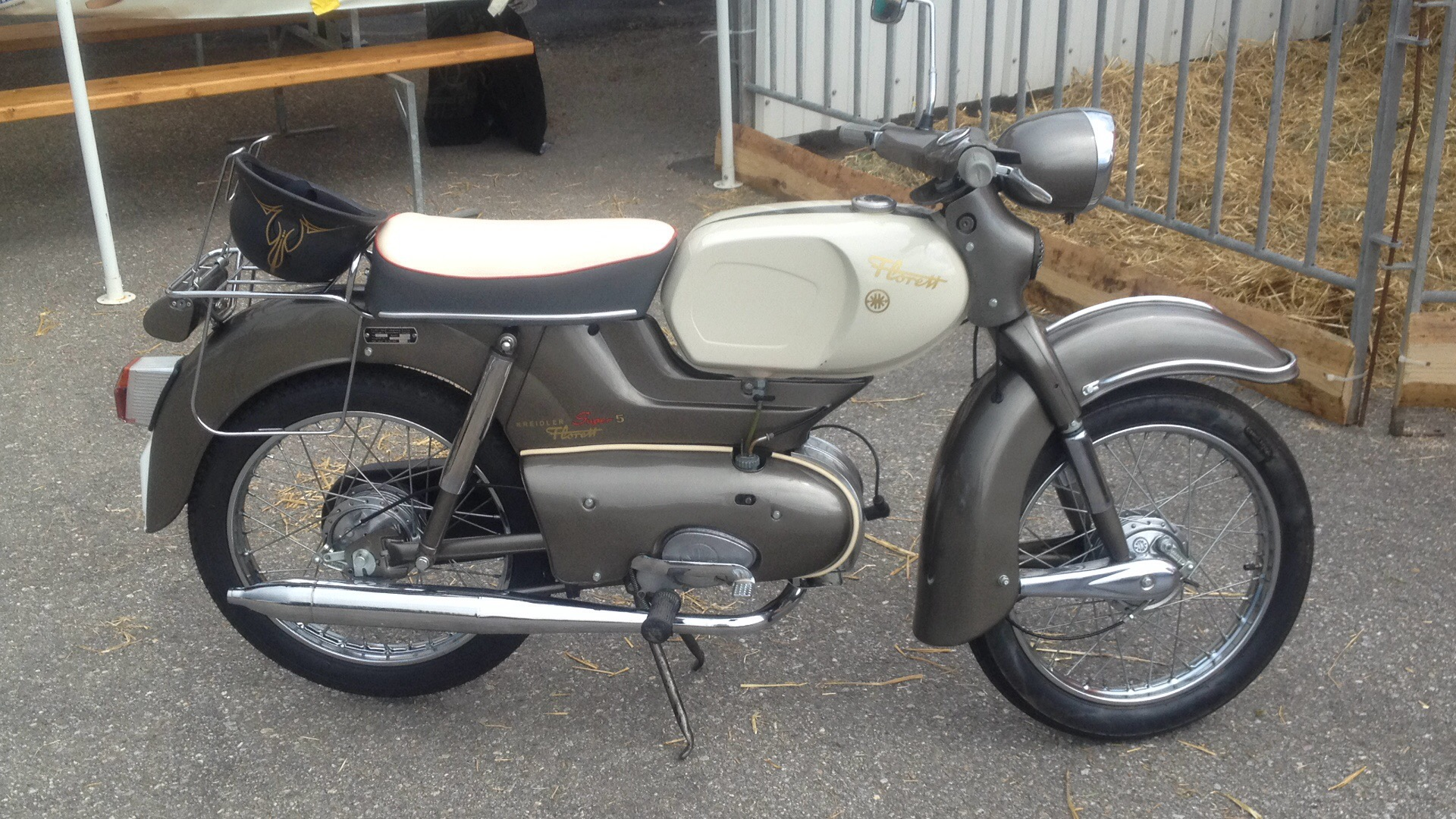
Kreidler Florett Mokick/Kleinkraftrad (1966)

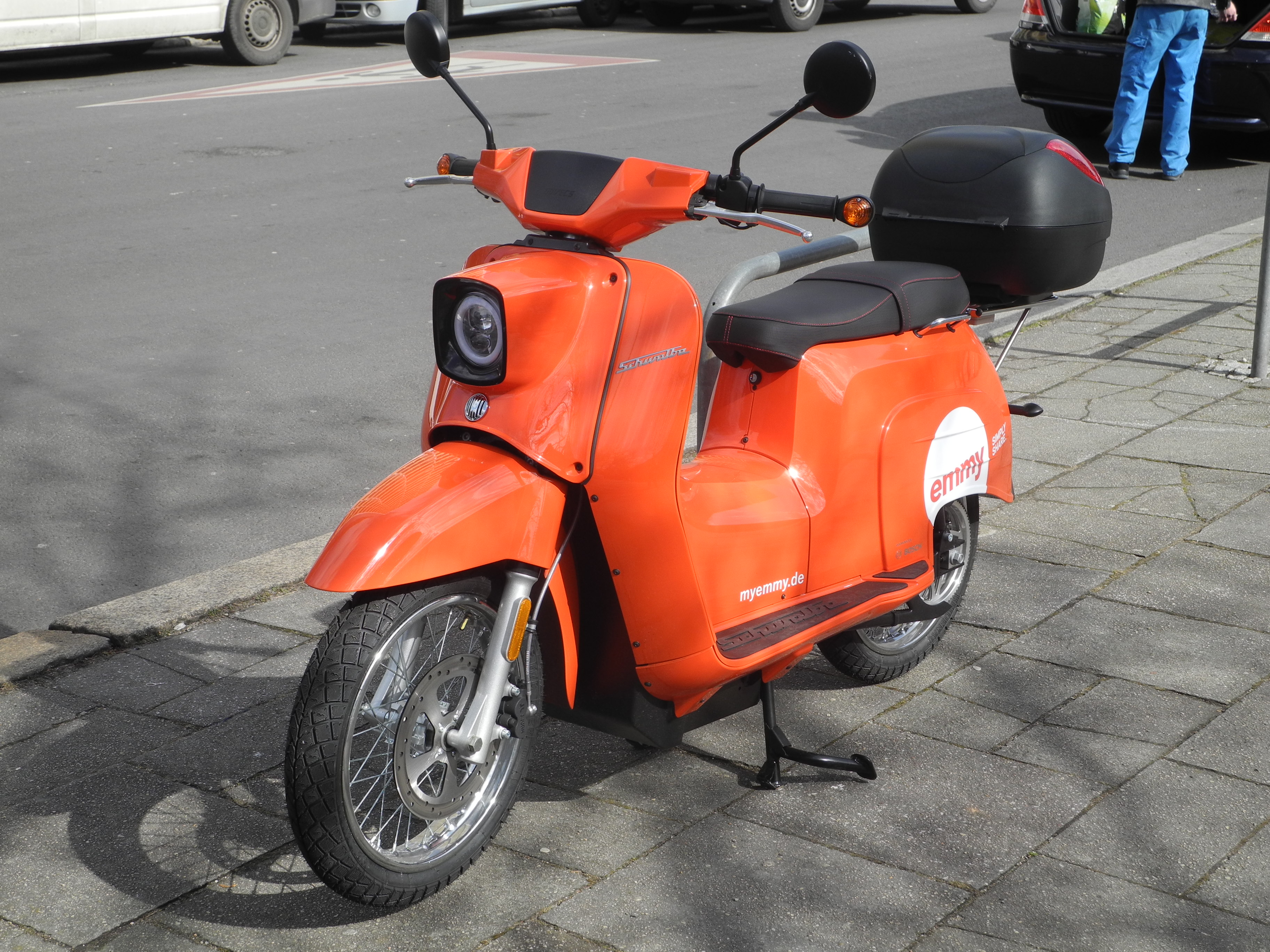
Elektroroller Schwalbe von Govecs eines Scooter-Sharing-Anbieters

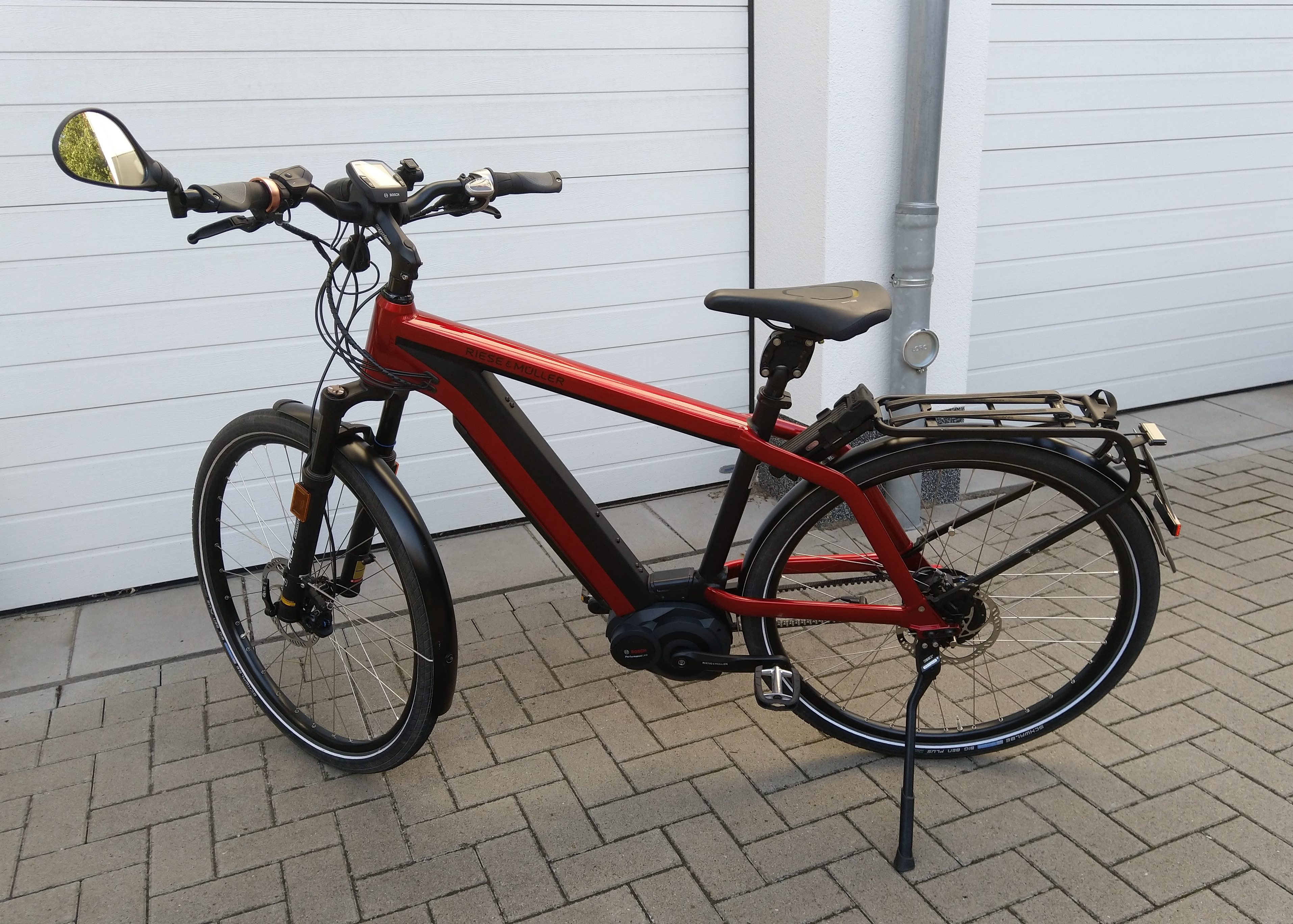
S-Pedelec von Riese und Müller

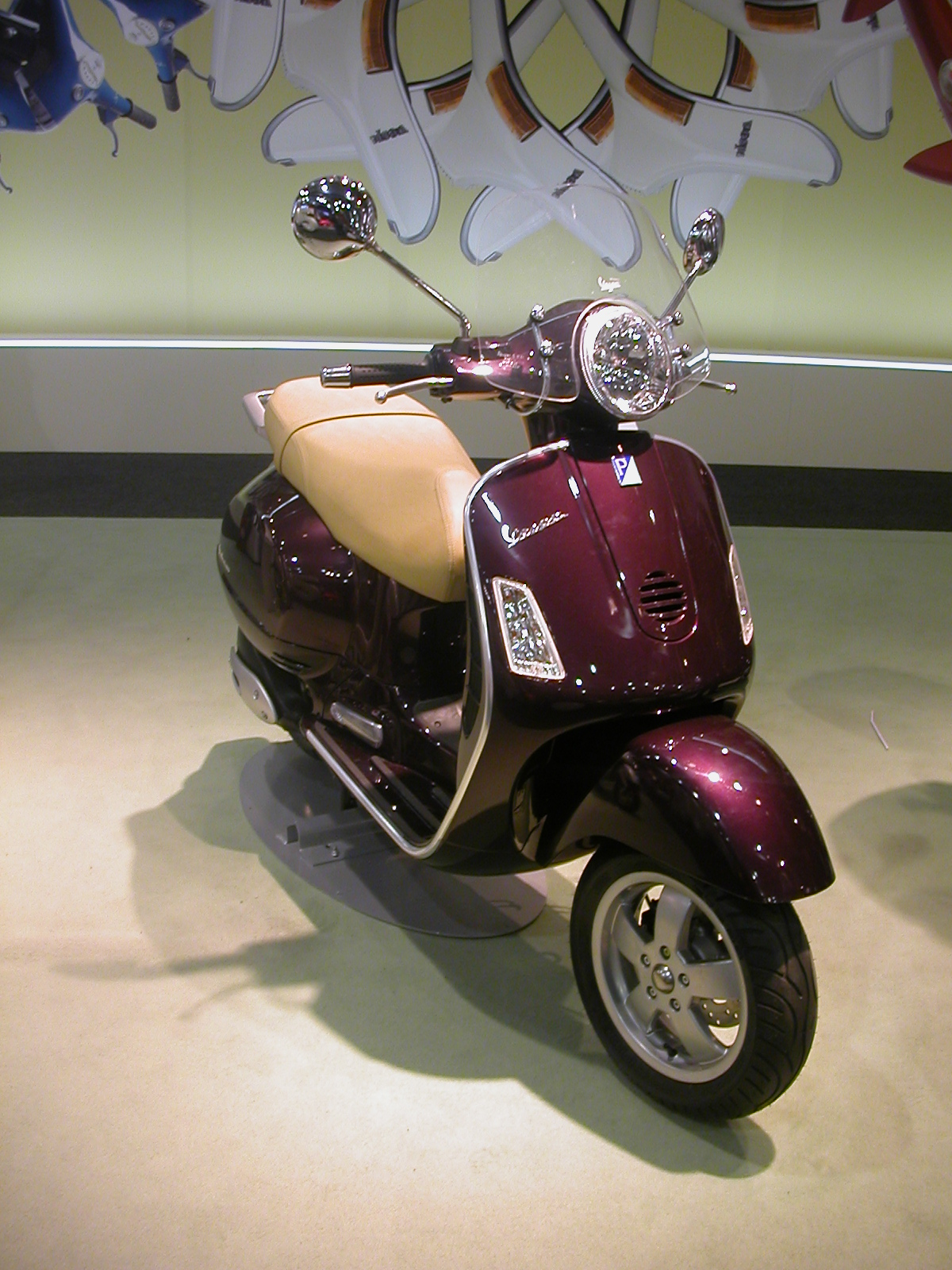
Motorroller Vespa LX 50

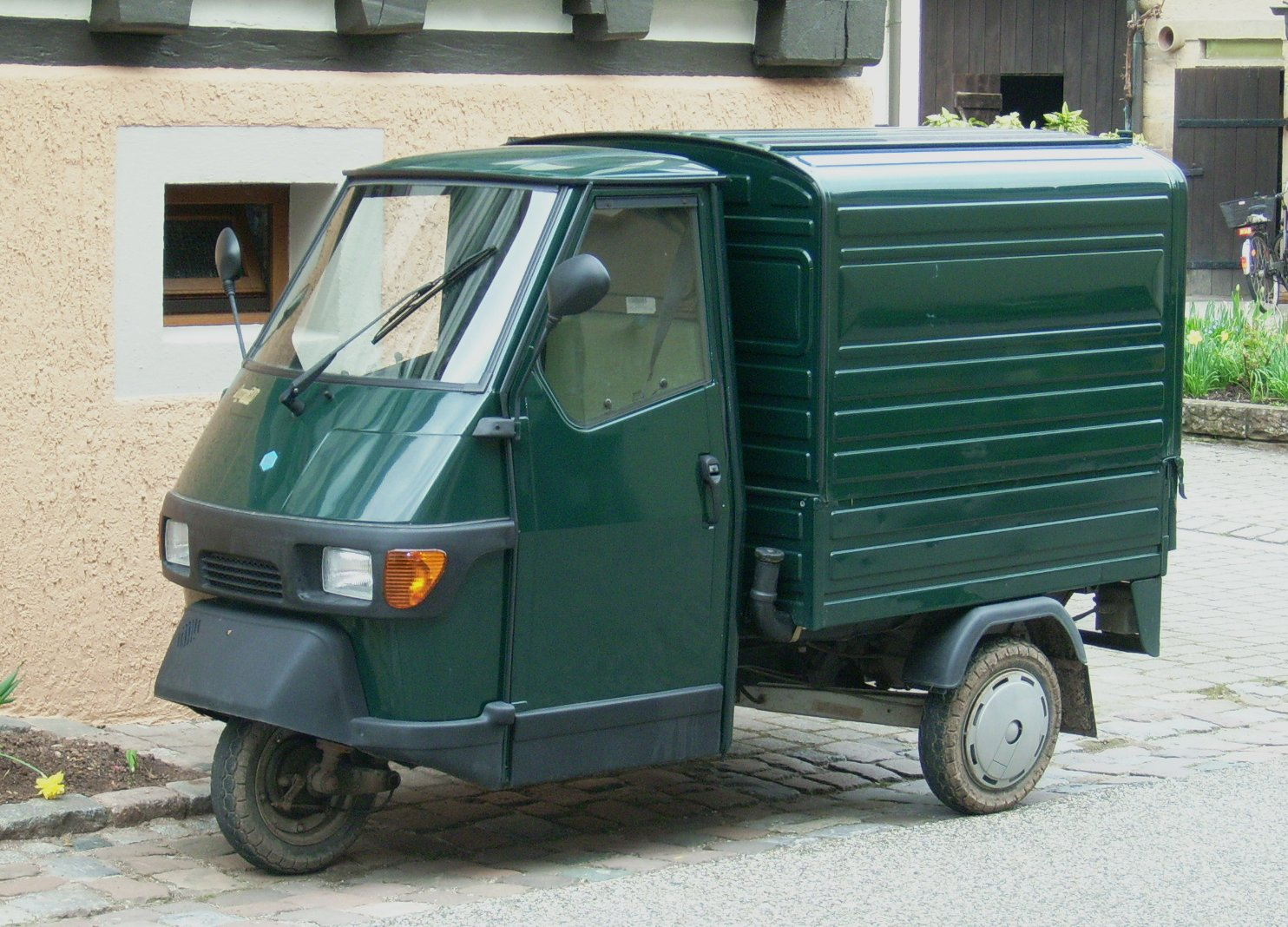
Dreirädriges Kleinkraftrad Piaggio Ape (1947–)

Ein Kleinkraftrad – alte gesetzliche Unterteilung Mokick, Moped, Kleinkraftrad oder Roller – bezeichnet gemäß der seit 2011 in Deutschland gültigen Fahrzeugzulassungsverordnung ein Zweirad oder Dreirad mit einem Verbrennungsmotor mit maximalem Hubraum von 50 cm³ oder mit einem Elektromotor bis zu 4 kW Motorleistung (§ 2 FZV) entsprechend EG-Fahrzeugklasse L1e und L2e. Die Höchstgeschwindigkeit darf nicht mehr als 45 km/h betragen, wobei für ältere Fahrzeuge teilweise Ausnahmen von 50 bzw. 60 km/h gelten.
Die Fahrzeugklasse der „Kleinkrafträder“ und ihre rechtliche Abgrenzung in Deutschland unterlag im Laufe der Zeit vielerlei Veränderungen.
In der Schweiz werden Mopeds ebenso wie die auf 45 km/h abgeregelten Roller mit 50 cm³ – abgegrenzt von Motorrädern und Mofas – als eigene Fahrzeugkategorie angesehen, für das die Fahrberechtigung der Klasse F für „Motorfahrzeuge, ausgenommen Motorräder, mit einer Höchstgeschwindigkeit bis 45 km/h“ erworben werden muss.

## Bauarten

### Zweirädriges Kleinkraftrad
- Fahrrad mit Hilfsmotor
- Mofa („Motor“ und „Fahrrad“)
- Leichtmofa
- Moped („Motor“ und „Pedale“)
- Mokick („Motor“ und „Kickstarter“)
- Motorroller
- Pedelec
- Elektro-Tretroller
- Elektromotorroller

### Dreirädriges Kleinkraftrad
Dreirädrige Kleinkrafträder dienen heute vor allem als Kleintransporter. Darunter fallen Kraftfahrzeuge mit bauartbedingter Höchstgeschwindigkeit von bis zu:
- 45 km/h und einem Hubraum bis zu 50 cm³ oder bis zu
- 4 kW bei Elektromotoren oder anderen Verbrennungsmotoren (unter anderem Dieselmotoren).

Darunter werden heute Kleintransporter wie beispielsweise die Ape, Microcar oder Krankenfahrzeuge wie das Duo, aber auch das schwedische Flakmoped, verstanden. Vierrädrige Quads fallen in die EG-Fahrzeugklasse der Leichtkraftfahrzeuge.

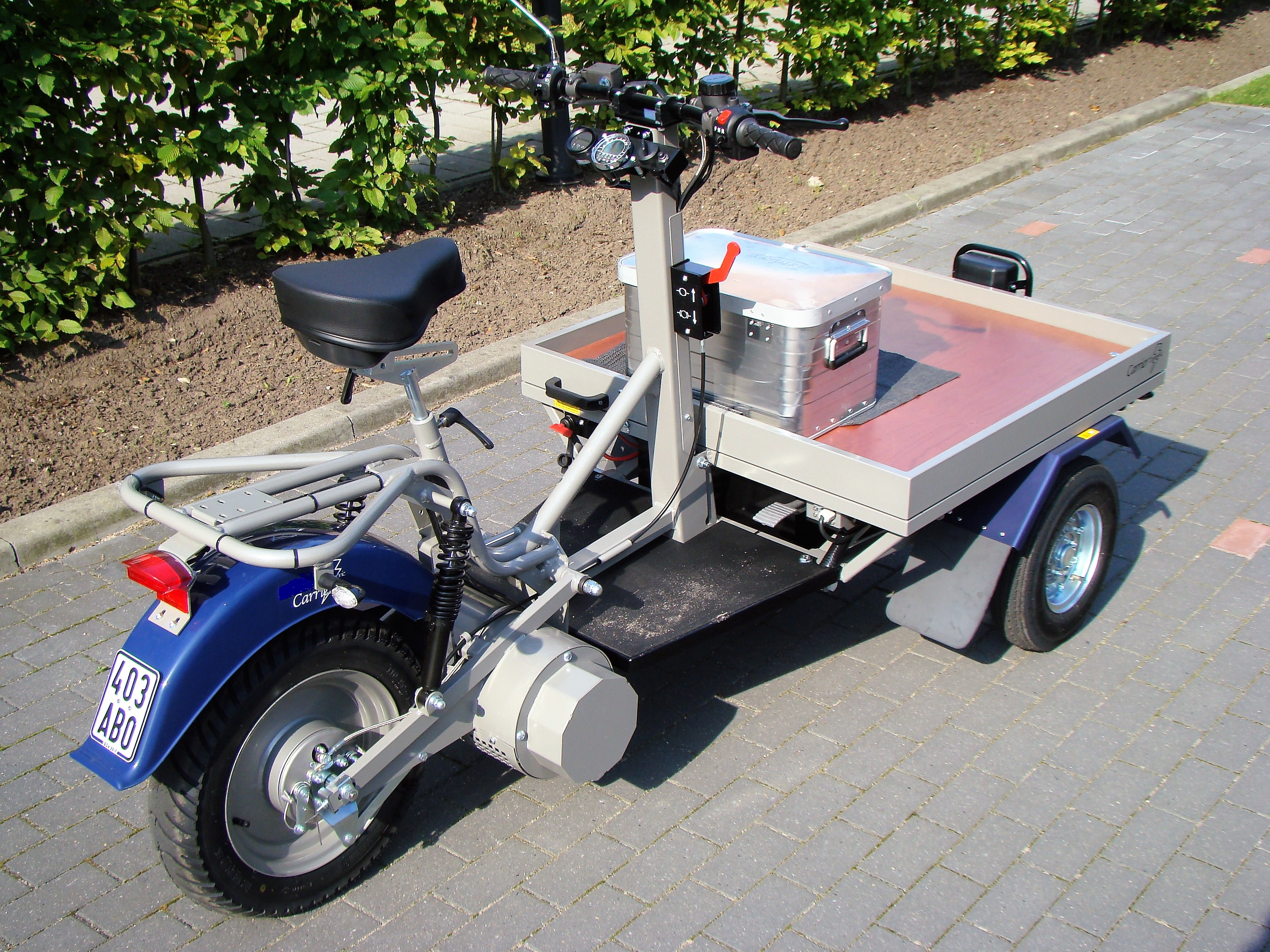
Dreirädriges Kleinkraftrad, ein Flakmoped des schwedischen Herstellers Norsjö Moped AB

Eine Besonderheit ist der Ellenator, ein PKW, der in Deutschland ebenfalls von Jugendlichen ab 16 Jahren gefahren werden darf, da er trotz seiner vier Räder als dreirädriges Kraftfahrzeug in der EG-Fahrzeugklasse L5e eingestuft ist. Dazu wird die Leistung der 1,0- und 1,2-Liter-Ottomotoren über eine elektronische Steuerung auf 15 kW (20 PS) reduziert. Die Höchstgeschwindigkeit beträgt 90 km/h, wodurch die Benutzung von Autobahnen und Kraftfahrstraßen zulässig ist. Das Fahrzeug darf bis zu vier Personen befördern, die maximale Zuladung ist allerdings auf 300 kg beschränkt.

## Fahrerlaubnis
In Deutschland ist zum Führen eines Kleinkraftrades ein Führerschein der Klasse AM (EU-Führerschein) erforderlich, der grundsätzlich ab einem Alter von 15 Jahren erworben werden kann. Durch die Dritte Verordnung über Ausnahmen von den Vorschriften der Fahrerlaubnis-Verordnung wurde im Rahmen eines Modellversuchs in den Bundesländern Sachsen, Sachsen-Anhalt, Thüringen ab 2013 das Mindestalter auf 15 Jahre gesenkt, dem sich Brandenburg und Mecklenburg-Vorpommern später anschlossen. Anfangs war der Modellversuch bis 2018 befristet, wurde aber bis Ende April 2020 verlängert. Im Anschluss übernahmen viele (auch alte) Bundesländer die neue Altersgrenze dauerhaft.
Der Erwerb der Führerscheinklassen A1, A2, A, B oder T schließt die Klasse AM mit ein. Vor dem 19. Januar 2013 hieß die entsprechende Führerscheinklasse M. In Österreich kann der Mopedausweis mit 15 Jahren erworben werden.

## Zulassung und Versicherung
Für Kleinkrafträder besteht keine Zulassungs- und Kfz-Kennzeichenpflicht. Sie sind daher auch steuerbefreit und müssen nicht zur Hauptuntersuchung. Es muss lediglich eine Haftpflichtversicherung abgeschlossen werden, deren Gültigkeit anhand eines farbigen Versicherungskennzeichens kenntlich zu machen ist, das am Fahrzeug anzubringen ist. Diese Kennzeichen für Kleinkrafträder haben stets eine Gültigkeit vom 1. März bis zum 28./29. Februar des folgenden Jahres, sie laufen also stets ohne gesonderte Kündigung des Versicherungsverhältnisses ab. Damit die Gültigkeit von Kennzeichen von Kontrollbehörden schnell erkannt werden kann, ändert sich jedes Jahr die Schriftfarbe des Kennzeichens.
Kleinkrafträder können in Deutschland auch alternativ gem. § 3 Abs. 4 FZV auf Antrag zugelassen werden (umgangssprachlich auch „freiwillige Zulassung“ genannt) und erhalten somit ein amtliches Kennzeichen nach § 12 FZV in Verbindung mit Anlage 4, welches anders als das kleinere Versicherungskennzeichen nicht jedes Jahr gewechselt werden muss. Die rechtliche Behandlung der Kleinkrafträder ändert sich durch die freiwillige Zulassung nicht, vor allem sind versicherungspflichtige Kleinkrafträder privater Halter im Umkehrschluss aus § 29 Abs. 1 StVZO auch weiterhin nicht von der regelmäßigen Hauptuntersuchung umfasst. Daher enthält das amtliche Kennzeichen nur das Landessiegel ohne eine etwaige Hauptuntersuchungsplakette.
Die Straßenverkehrs-Zulassungs-Ordnung definiert in § 32 (9) die maximalen Maße (mit Bezug auf § 30a (3) zur Übernahme der EG-Fahrzeugklassen). Die maximale Höhe beträgt 2,50 m und die maximale Länge beträgt 4,00 m. Bei zweirädrigen Kleinkrafträdern und Fahrrädern mit Hilfsmotor beträgt die maximale Breite 1,00 m, andernfalls 2,00 m. Nach § 32 (1) werden einige technische Teile bei der Ermittlung der Fahrzeugbreite nicht berücksichtigt, darunter hervorstehende Spiegel und Leuchten sowie ausgeklappte Fußrasten. Soweit die Beladung die Fahrzeugmaße übersteigt, muss sie im Rahmen von § 32 (1) bleiben, allgemein bis 4,00 m Höhe und 2,50 m Breite.

## Anhänger hinter Kleinkrafträdern
Für die zulassungs-, betriebserlaubnis- und fahrerlaubnisrechtlichen Regelungen für Anhänger hinter Kleinkrafträdern wird auf den Beitrag zu Motorradanhänger verwiesen.

## Geschichte

### 1923–1953
Bereits im Gesetz über den Verkehr mit Kraftfahrzeugen vom 21. Juli 1923 (§ 27, RGBl. 743 <744>) wird das Kleinkraftrad erwähnt. Damals wurde das Kleinkraftrad über Reifendurchmesser und Leistung definiert: Über 40 cm Reifendurchmesser 0,7 PS, unter 40 cm 0,9 PS Steuernutzleistung.
In den 1920er Jahren verbreitete sich insbesondere durch die Großserienfertigung der Zschopauer Motorenwerke mit deren Marke DKW der Zweitaktmotor in kleineren Motorrädern und in den 1930er Jahren wurde, meist auf Basis des 98-cm³-Sachs-Motors oder des konkurrierenden ILO-Motors, das Kleinkraftrad als billiges Motorrad populär. Kleinkrafträder durften ab dem 1. April 1928 einen Hubraum von 200 cm³ haben und mit dem Mindestalter von 16 Jahren führerschein- und steuerfrei gefahren werden. Am 1. Januar 1938 wurden Kleinkrafträder fahrerlaubnispflichtig.
Die Leistung der damaligen Kleinkrafträder lag bei etwa 2 bis 3 PS und die Höchstgeschwindigkeit bei 40 bis 50 km/h, bei einigen Spitzenmodellen der Kleinkrafträder darüber. Der Aufbau dieser Fahrzeuge war größtenteils noch sehr nah am Fahrrad. Eine „98er“ war damals die billigste Möglichkeit, sich der einsetzenden Massenmotorisierung anzuschließen.
Durch einen Beschluss des Alliierten Rates war es nach dem Zweiten Weltkrieg den deutschen Herstellern zunächst nicht erlaubt, Fahrzeuge mit einem Hubraum von mehr als 40 cm³ anzubieten. Ein Motortyp aus dieser Zeit (1948) ist beispielsweise der Victoria FM 38-Motor, für dessen Vermarktung die Victoria-Rekordmaschine gebaut wurde.

### 1953–1960

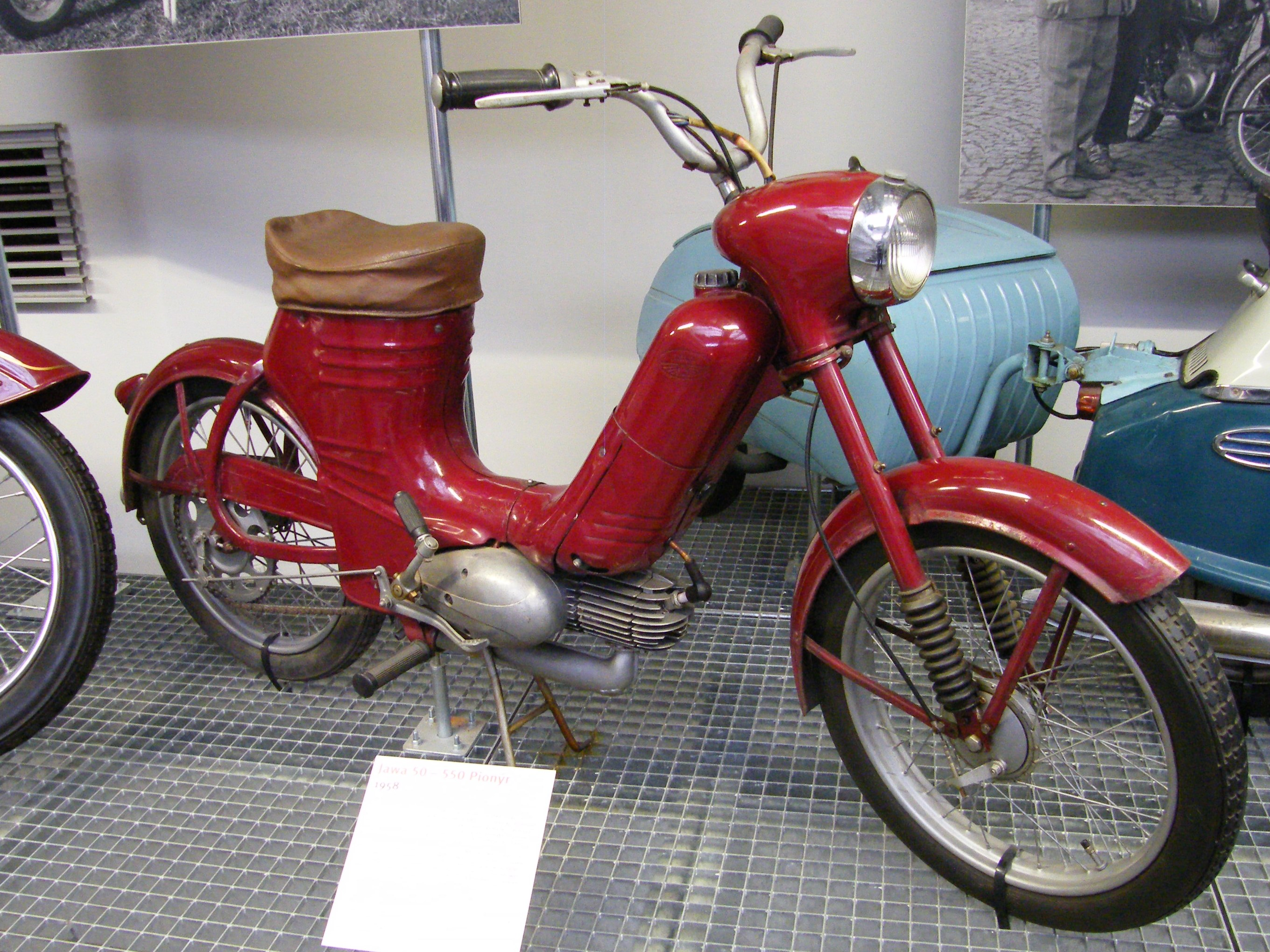
Jawa 550, das erste Kleinkraftrad mit Fußrasten und Kickstarter

Am 1. Januar 1953 wurde in der neuen StVZO erstmals das Fahrrad mit Hilfsmotor gesetzlich als Zweirad mit maximal 50 cm³ Hubraum und maximal 33 kg Gewicht definiert. Die seit 1951 produzierte Kreidler K 50 hatte eine Leermasse von 45 kg und fiel daher aus diesem Rahmen heraus. Am 24. August 1953 schuf daraufhin der Gesetzgeber die Klasse der fahrerlaubnispflichtigen Kleinkrafträder ohne Geschwindigkeitsbegrenzung, die ein amtliches Kennzeichen führen müssen (heute: Leichtkrafträder bis 50 cm³); die Reform ging später als „Lex Kreidler“ in die Verkehrsgeschichte ein. Um ein Kleinkraftrad fahren zu dürfen, galt die bestehende Fahrerlaubnisregelung von 1938: Fahrerlaubnis Klasse 4 und ein Mindestalter von 16 Jahren. Wenn der Führerschein Klasse 3 oder 4 vor dem 1. Dezember 1954 ausgestellt wurde, durften und dürfen bis heute Motorräder bis 250 cm³ gefahren werden.
Das erste Kleinkraftrad mit Fußrasten, Dreigang-Fußschaltung und Kickstarter – später als Mokick bezeichnet – präsentierte 1954 Jawa als Typ 550 und produzierte es ab 1955. Das erste deutsche Kleinkraftrad mit Dreigangschaltung war 1956 die DKW Hummel.
1957, nach dem großen Zusammenbruch des Motorradmarktes, war die Klasse der Kleinkrafträder das letzte Refugium der großen deutschen Zweiradwerke Zündapp, Hercules, Kreidler und Maico, die hier den Markt beherrschten. Trotz verschiedener Ausführungen mit Viertaktmotor, die im Kraftstoffverbrauch stets günstiger lagen, setzten sich in der 50er-Klasse Zweitaktmotoren nicht zuletzt wegen des geringeren Wartungs- und Pflegeaufwands weitgehend durch.

### 1960er Jahre

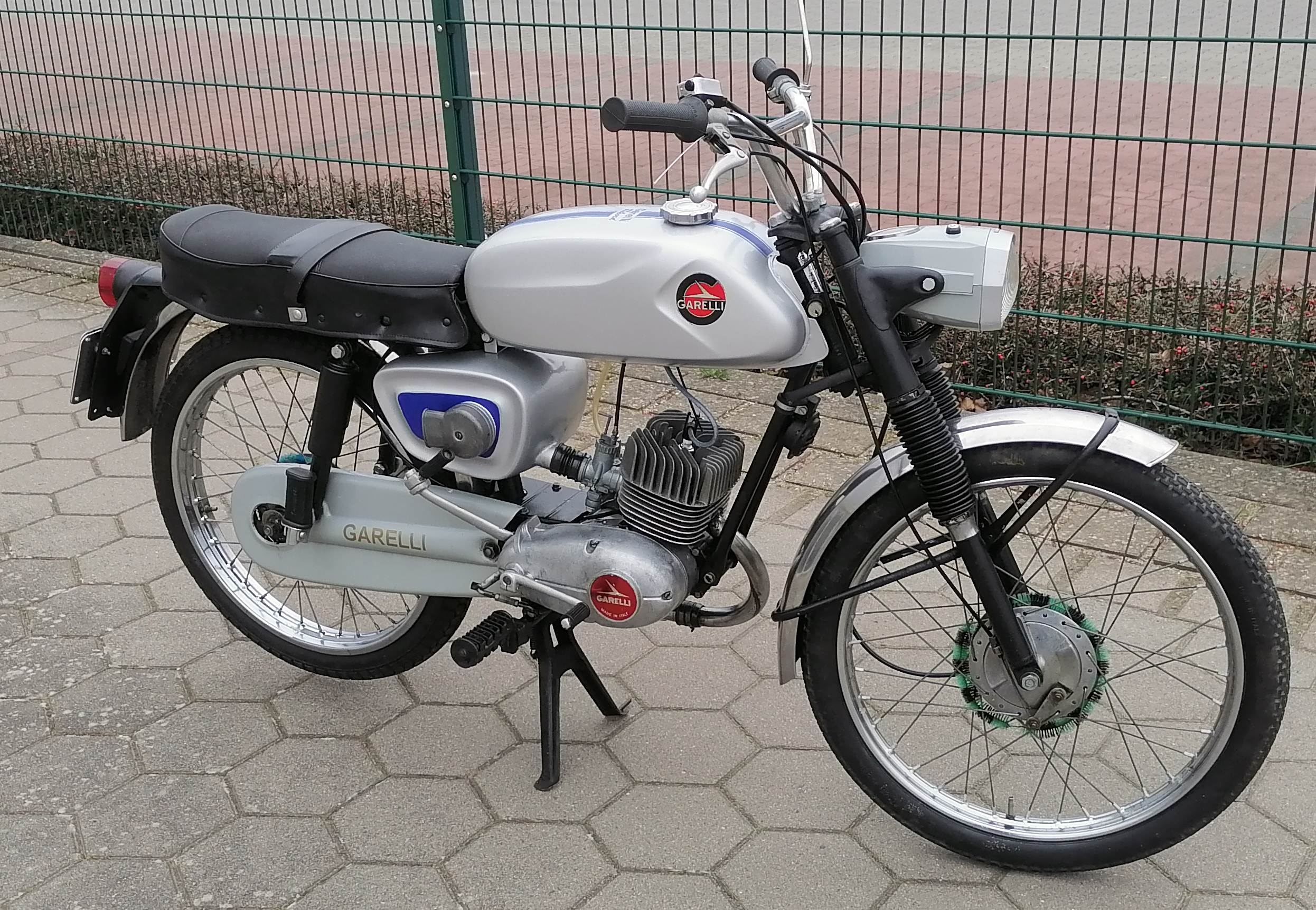
Garelli Rekord 1967, Kleinkraftrad mit 6,1 PS ohne Geschwindigkeitsbegrenzung

Zum 1. August 1960 wurde die Führerscheinklasse neu aufgeteilt in:
- Klasse 4: Krafträder mit nicht mehr als 50 cm³ Hubraum (Kleinkrafträder ohne Geschwindigkeitsbegrenzung)
- Klasse 5: Fahrräder mit Hilfsmotor und Kleinkrafträder mit durch die Bauart bestimmter Höchstgeschwindigkeit von 40 km/h (Mokicks)

Für die Klassen 4 und 5 fielen die Reglementierungen zum Raddurchmesser und Tretkurbelradius weg. Damit wurde der Weg frei, motorradähnliche Kleinkrafträder zu entwickeln. Neben dem Begriff Moped für Kleinkrafträder mit 40 km/h Höchstgeschwindigkeit wurde der Begriff „Mokick“ aus der jeweils ersten Silbe der Wörter „Motor“ mit „Kickstarter“ für die geschwindigkeitsbegrenzten Kleinkrafträder etabliert.
Die damalige Führerscheinklasse 3 (Kfz bis 7,5 t) beinhaltete sowohl die Klasse 5 (Moped/Mokick bis 40 km/h Höchstgeschwindigkeit) als auch die Klasse 4 (Kleinkrafträder bis 50 cm³). PKW-Fahrer benötigten für diese Fahrzeuge keine zusätzliche Fahrerlaubnis. Ab 1962 wurde aufgrund der Popularität der Kleinkrafträder eine Motorrad-Weltmeisterschaft für die 50-cm³-Klasse ausgerichtet.
Die nicht limitierte Höchstgeschwindigkeit der Kleinkrafträder führte zu einem Wettstreit in der Motorleistung. Anfang der 1960er Jahre lag das Leistungslimit der Fichtel und Sachs-Motoren bei 3,6 PS, beim Konkurrenten ILO über 4 PS. Ab Mitte der 1960er Jahre stieg die Leistung auf über 5 PS an.
Am 1. Mai 1965 wurde unterhalb der Klasse 5 die Mofa-Klasse geschaffen: Ein einsitziges Fahrrad mit Hilfsmotor mit einer Höchstgeschwindigkeit von 25 km/h bei einer Drehzahl von maximal 4.800 min−1, zulassungs- und führerscheinfrei.

### 1970er Jahre (die „offenen“ Kleinkrafträder)

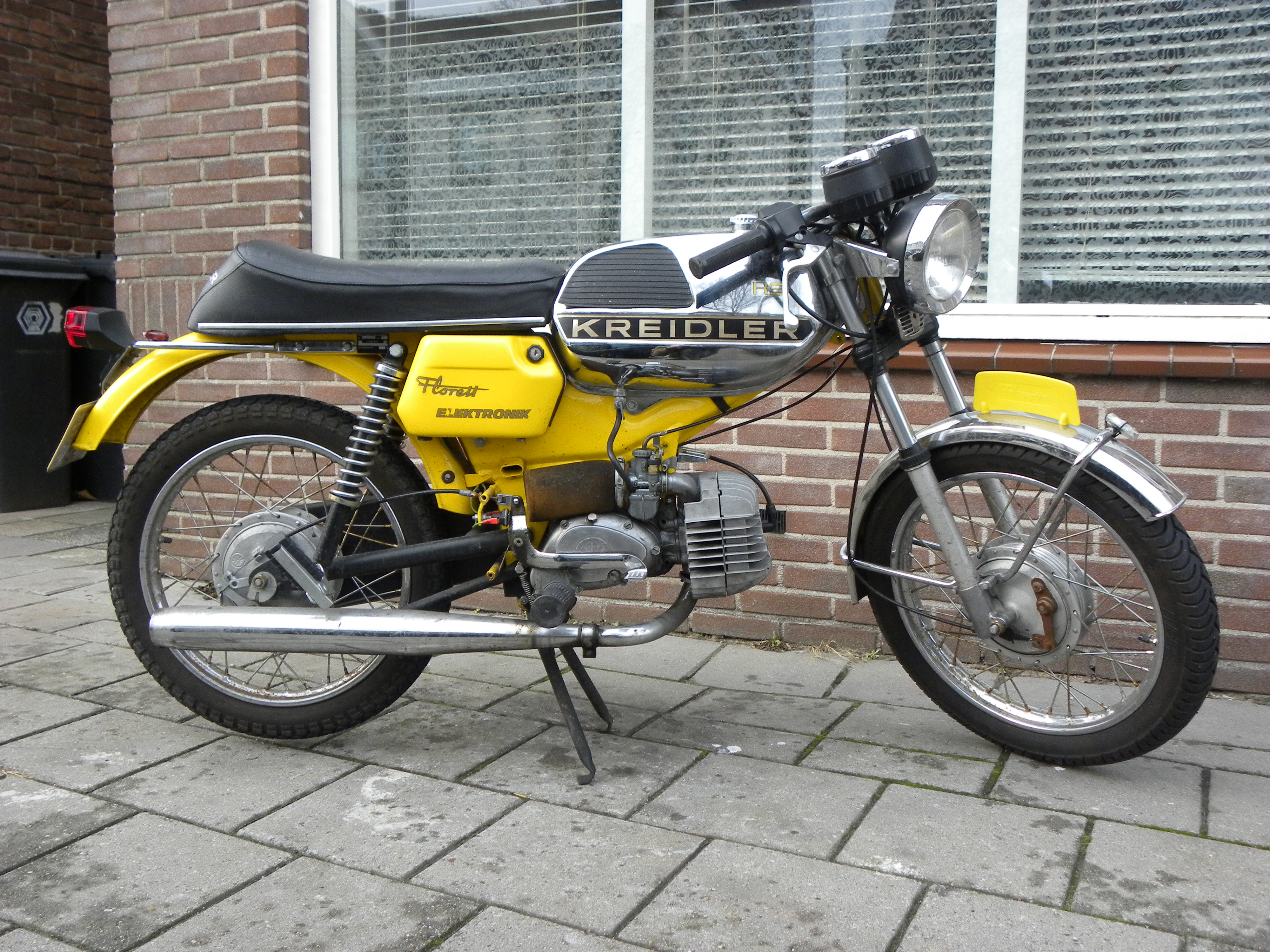
Kreidler Florett RS von 1974, mit 6,25 PS Leistung ein typischer Vertreter der offenen Kleinkrafträder

Obwohl Zweiräder mit 75- oder 100 cm³ Hubraum technisch gesehen sinnvoller (unter anderem elastischer und sparsamer) sind als ungedrosselte Zweiräder mit 50 cm³, konnten sich entsprechende Fahrzeuge in Deutschland wegen unvorteilhafter Besteuerung und Führerscheinklasse zunächst nicht durchsetzen. Stattdessen blühte der Markt der „offenen“ 50er weiter auf, der im scharfen Konkurrenzkampf zu einem technisch wie verkehrspsychologisch häufig kritisierten Leistungswettbewerb in dieser Hubraum- und Führerscheinklasse führte. Um einer gesetzlichen Reglementierung zuvorzukommen, führten die marktführenden Hersteller Hercules, Zündapp und Kreidler 1970 eine freiwillige Selbstbeschränkung hinsichtlich der Leistung für die „offenen“ Kleinkrafträder durch, die auf 4,6 kW (6,25 PS) und 85 km/h Höchstgeschwindigkeit festgelegt wurde. Der Wettbewerb beschränkte sich in den 1970er Jahren damit vor allem darauf, die Fahrzeuge höherwertig auszustatten.
Aufgrund stark gestiegener Unfallzahlen, möglicherweise bedingt durch die kurze Fahrausbildung der jugendlichen Fahrer, und der ungünstigen Emissionen mischungsgeschmierter Zweitakter reagierte 1976 der Gesetzgeber. Zuerst wurde zum 1. Januar 1976 eine Helmtragepflicht für Motorräder und Kleinkrafträder über 40 km/h Höchstgeschwindigkeit eingeführt. Zum 27. Juli 1978 wurde für Mofas bis 25 km/h die Helmtragepflicht wieder aufgehoben. Für das Nichtbefolgen der Helmtragepflicht wurde zum 1. August 1980 ein Verwarnungsgeld eingeführt. Die Unfallzahlen der „offenen“ Kleinkrafträder – für 1977 gab die Statistik der Kraftfahrtversicherer 198 Schadenfälle je 1000 bestehender Versicherungen aus – führten 1980 zu einer Reform des Führerscheinrechts mit vorgeschriebener Fahrprüfung und einer Begrenzung der Nennleistungsdrehzahl der Motoren auf 6.000 min−1.
Kleinkrafträder aus dieser Zeit gelten heute als Raritäten und zahlreiche Vereine und Interessengemeinschaften widmen sich diesem Hobby.

### 1980er Jahre
Am 1. April 1980 trat in der Bundesrepublik Deutschland eine Gesetzesänderung in Kraft – die Führerscheinklassen wurden erneut neu aufgeteilt.
- Aus der alten Klasse 4 wurde die neue Klasse 1b: Die alte Klasse der offenen Kleinkrafträder wurde in die neue Klasse der Leichtkrafträder überführt.[23]
- Aus der alten Klasse 5 wurde die neue Klasse 4: Der Begriff Kleinkraftrad und die alte Fahrerlaubnisklasse 4 gingen nahtlos auf die bislang darunter liegende Klasse 5 über, für die erstmals ab 1. Januar 1981 eine praktische Fahrprüfung gefordert wurde.[24]
- Die Mofa-Klasse benötigte nun erstmals eine Mofa-Prüfbescheinigung, außer für Personen, die vor dem 1. April 1965 geboren sind.[25]

Die Folgen:
- Schon vor der Gesetzesänderung wurde der Kleinkraftrad-Markt von deutschen Herstellern zugunsten der Angebote von Mokick und Mofa umworben; weniger als 10 Prozent betrug der Anteil der „offenen“ Kleinkrafträder im 50-cm³-Hubraum-Bereich zum Jahresbeginn 1980.[26]
- Die deutschen Hersteller verloren ihren Hauptmarkt durch die unbezahlbaren Versicherungsprämien der offenen Klasse. Gerade drei Modelle (Hercules Ultra II, Kreidler RS-GS und Zündapp KS 50 wc) wurden 1980 von den Marktführern angeboten. Kreidler (1982) und Zündapp (1984) gingen in Konkurs; Hercules überlebte, hatte jedoch in der neuen Klasse der Leichtkrafträder gegen die wirtschaftlich optimierte und technisch überlegene japanische Konkurrenz, die nur den Hubraum ihrer 125er auf 80 cm³ und die Höchstgeschwindigkeit auf 80 km/h zu reduzieren brauchte, keine Chance und hat heute unter dem Namen „Sachs“ einen verschwindend kleinen Marktanteil.
- Mit dem Verschwinden sportlicher Kleinkrafträder aus dem öffentlichen Verkehr wurde 1983 auch die 50-cm³-Klasse der Motorrad-Weltmeisterschaft aufgelöst.
- Der Markt für die neuen Kleinkrafträder (bis 40 km/h) fristete im Folgenden ein Schattendasein, da Jugendliche eher den Führerschein für Leichtkrafträder erwarben.

Am 1. April 1986 wurde in der Klasse der Kleinkrafträder die Geschwindigkeitsbegrenzung von 40 auf 50 km/h angehoben. Dies galt für Kleinkrafträder, die bis zum 31. Dezember 2001 zugelassen wurden.

### Kleinkrafträder in der DDR

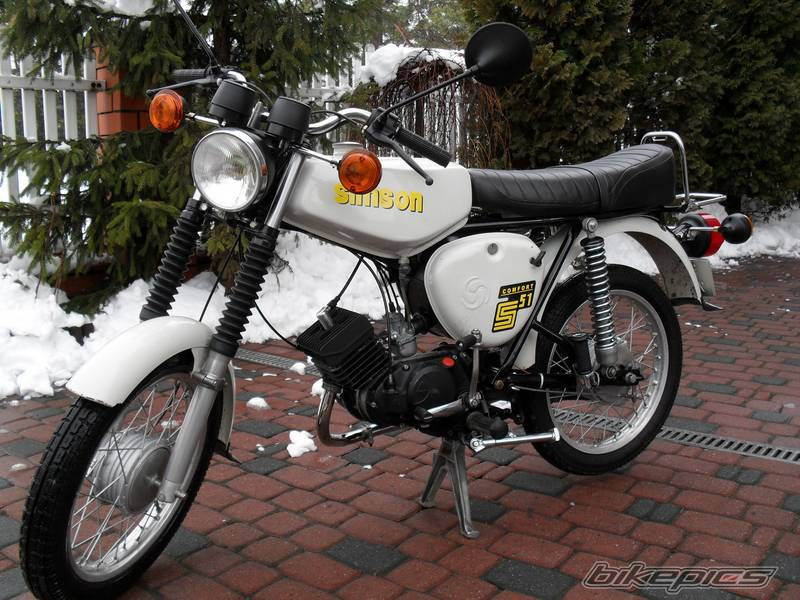
DDR-Kleinkraftrad Simson S 51

In der DDR waren Kleinkrafträder ebenfalls auf 50 cm³ Hubraum beschränkt, für die ab Mitte 1963 eine zulässige Höchstgeschwindigkeit von 60 km/h galt. Die Fahrerlaubnis zum Führen eines Kleinkraftrads konnte bereits im Alter von 15 Jahren erworben werden. Kleinkrafträder waren kennzeichen- und steuerfrei, es bestand bis Mitte der 1980er Jahre keine Helmpflicht. Lediglich ein Jahresbeitrag von 8,50 Mark zur Haftpflichtversicherung musste gezahlt werden. Diese sehr unbürokratischen und preisgünstigen Bedingungen führten in Verbindung mit den millionenfach produzierten Simson-Fahrzeugen dazu, dass Kleinkrafträder in der DDR eine außerordentlich große Verbreitung erlangten. Ein weiterer Faktor war die unbefriedigende Verfügbarkeit von PKW, sodass Kleinkrafträder häufig auch als PKW-Ersatz genutzt wurden.
1966 erschien in der DDR auch ein „offenes“ Kleinkraftrad, der Simson Sperber. Als Besonderheit des Sperbers ist die aufwändige Ansaug- und Auspuffgeräuschdämpfung zu erwähnen, die in dieser Klasse nicht üblich war. Wegen der Höchstgeschwindigkeit von 75 km/h wurde der Sperber den Bestimmungen der DDR nach als Kraftrad eingestuft, so dass der Betrieb ein amtliches Kennzeichen und einen Motorradführerschein erforderte. Diese ungünstigen Bedingungen hatten erheblichen Anteil daran, dass sich der Sperber auch im Inland nicht den Erwartungen entsprechend verkaufte. 1972 wurde die Produktion zugunsten der Mokick-Fertigung gestoppt, womit die kurze Ära der offenen 50er in der DDR endete. Eine weitere offene 50er war die Simson GS 50, die zwar eine Straßenzulassung besaß, jedoch nur an Sportvereine verkauft wurde. Diese Fahrzeuge gelten heute als Leichtkraftrad bis 50 cm³.
Das meistgebaute deutsche Kleinkraftrad ist die Simson S 50/51, die von 1975 bis 1990 in über 1,6 Millionen Einheiten hergestellt wurde.

### 1990er Jahre

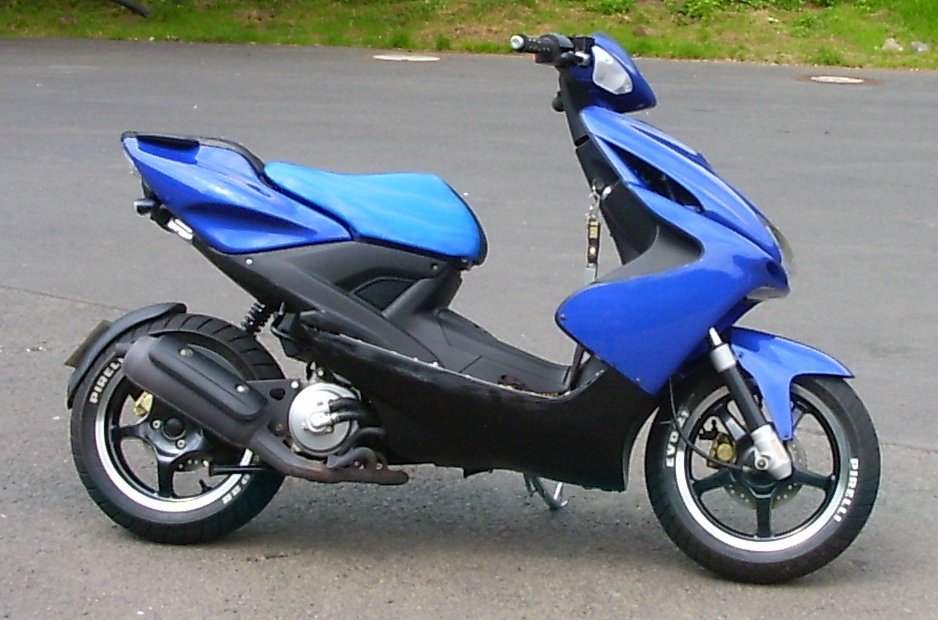
Motorroller 45 km/h (Yamaha Aerox)

Anfang der 1990er änderte sich der Markt, als vor allem koreanische und taiwanische Hersteller begannen, den Weltmarkt mit preiswerten und modern gestalteten Motorrollern zu überschwemmen. Die Versicherungsprämien waren zuletzt stark gesunken und der niedrige Kaufpreis dieser Roller sorgte für einen regelrechten „Boom“ unter Jugendlichen in Westdeutschland. Auf dem Gebiet der ehemaligen DDR verloren Kleinkrafträder nach 1990 hingegen zunehmend an Bedeutung.

### Die Situation ab 2000
Mit der Pleite von Simson und der Produktionseinstellung bei Hercules verschwanden nach der Jahrtausendwende die letzten deutschen Hersteller von Kleinkrafträdern mit Verbrennungsmotor vom Markt. Am 1. Januar 2002 trat im Rahmen der Europäisierung eine Vorschriftenänderung in Kraft, welche die Höchstgeschwindigkeit der Kleinkrafträder von 50 km/h auf 45 km/h reduzierte. Im Prinzip gibt es zwei Bauarten: Roller, die mit einer stufenlosen Keilriemenautomatik funktionieren und bei denen daher nicht geschaltet werden muss, und Mopeds, bei denen man schalten muss, die aber speziell im österreichischen Raum weiter verbreitet sind. Seit 2016 gilt auch für Kleinkrafträder die Abgasnorm Euro 4, was zu einem Verkaufsstopp der bis dahin sehr verbreiteten Kleinkrafträder mit Zweitaktmotor führte. In den vergangenen Jahren erlangten Elektromotorroller zunehmend an Bedeutung; auch viele Pedelecs und Elektro-Tretroller werden rechtlich als Kleinkraftrad behandelt.

## Ausnahmeregelungen zur zulässigen Höchstgeschwindigkeit
| Zulässige Höchstgeschwindigkeit | Erstinverkehrname bis einschließlich |
| ------------------------------- | ------------------------------------ |
| 60 km/h                         | 28. Februar 1992                     |
| 50 km/h                         | 31. Dezember 2001                    |
| 45 km/h                         | ab 01. Januar 2002                   |

Gemäß dem Einigungsvertrag zwischen der Bundesrepublik Deutschland und der Deutschen Demokratischen Republik gelten „Kleinkrafträder gemäß den Vorschriften der DDR“ auch im bundesdeutschen Recht als Kleinkrafträder, wenn sie bis zum 28. Februar 1992 erstmals in den Verkehr gekommen sind und eine entsprechende allgemeine Betriebserlaubnis oder Einzelbetriebserlaubnis haben. Demzufolge ist für bis zum Stichtag erstmals in Verkehr gekommene Zweiräder mit nicht mehr als 50 cm³ und einer Höchstgeschwindigkeit von bis zu 60 km/h in Deutschland auch heute noch die Führerscheinklasse AM ausreichend und es besteht keine Zulassungspflicht. Die Ausnahmeregelung hing mit den millionenfach in der ehemaligen DDR verbreiteten Simson-Fahrzeugen mit zumeist 60 km/h Höchstgeschwindigkeit zusammen, die nach bundesdeutschem Recht rückwirkend als Motorrad eingestuft worden wären. Da die Ausnahmeregelung ohne Ablauffrist versehen wurde, hat sie noch heute Gültigkeit. In der FZV ist die Regelung gegenwärtig indirekt in § 50 Abs. 1 FZV enthalten, in dem eine teilweise fortbestehende Gültigkeit des eigentlich aufgehobenen § 18 StVZO festgehalten ist, auf den sich wiederum der Einigungsvertrag bezieht. In der FeV ist die Ausnahmeregelung in § 76 enthalten.
Bis 2001 war die Höchstgeschwindigkeit von Kleinkrafträdern auf 50 km/h begrenzt. Für bis zum 31. Dezember 2001 in den Verkehr gekommene Kleinkrafträder im Sinne der damaligen Bestimmungen gilt im Rahmen der FZV nach § 18 StVZO und § 76 FeV ebenso eine Ausnahmeregelung, sodass diese ebenso weiterhin als Kleinkraftrad gelten und die Führerscheinklasse AM ausreichend ist.

## Autobahnbenutzung
Die Vorläufige Autobahn-Betriebs- und Verkehrsordnung vom 14. Mai 1935 (RGBl. II. S. 421) sah in § 2 die Benutzung von „Kraftfahrbahnen nur von Kraftfahrzeugen“ vor. Kleinkrafträder waren damit nicht per se von der Autobahnbenutzung ausgeschlossen. Mit Inkrafttreten der geänderten StVO zum 1. Januar 1954 wurde die Mindestgeschwindigkeit zum Befahren der Autobahn auf „mehr als 40 km/h“ festgelegt, sodass Kleinkrafträder mit höherer Geschwindigkeit diese befahren konnten. Ausgenommen waren nach der Altregelung bis 1954 Mopeds sowie generell Fahrräder mit Hilfsmotor. 1960, mit der Neuregelung der Fahrerlaubnisklassen, war nur das Kleinkraftrad ohne Geschwindigkeitsbegrenzung zur Autobahnbenutzung freigegeben. Mit der StVO vom 16. November 1970 (BGBl I. 9233-1) trat zum 1. März 1971 die Mindestforderung von „mehr als 60 km/h“ für die bauartbedingte Höchstgeschwindigkeit auf der Autobahn in Kraft. Damit waren nur „offene“ Kleinkrafträder der Fahrerlaubnisklasse 4 mit Kraftfahrzeugkennzeichen berechtigt, die Autobahn zu benutzen, sofern deren Höchstgeschwindigkeit über 60 km/h lag; die Über-60-km/h-Regelung gilt bis heute.
Da auf Autobahnen in der DDR eine bauartbedingte Höchstgeschwindigkeit von mehr als 50 km/h vorgeschrieben war, durften diese mit Kleinkrafträdern befahren werden. Autobahnen und Kraftfahrstraßen dürfen heute nur von Kraftfahrzeugen mit einer bauartbedingten Höchstgeschwindigkeit von mehr als 60 km/h befahren werden, sodass den Simson-Kleinkrafträdern die Autobahn verwehrt ist.

## Lärmgrenzwerte
Erste Geräuschgrenzwerte zur Verminderung des Straßenverkehrslärms durch Motorräder wurden in der StVZO vom 1. Januar 1938 festgeschrieben. 85 Phon als Stand- und Fahrgeräusch galten als Grenzwert für alle motorisierten Kraftfahrzeuge. Das Fahrgeräusch wurde bei einer Geschwindigkeit von 40 km/h in 7 Meter Entfernung von der Fahrbahn gemessen. Seit 1966 wird in A-bewerteten Dezibel gemessen, abgekürzt dB(A). Richtlinie 70/157/EWG vom 6. Februar 1970 legte erstmals europaweit Grenzwerte (ohne Motorräder explizit zu erwähnen) fest und koppelte diese an den technischen Fortschritt.
Euro 4, geltend für Neuzulassungen ab 2016-01:
- Zweirädrige Kleinkrafträder, vmax ≤ 25 km/h, 66 dB(A)[41]
- Zweirädrige Kleinkrafträder, vmax ≤ 45 km/h, 71 dB(A)[41]
- Dreirädrige Kleinkrafträder, 76 dB(A)[41]

Das neue EU-Messverfahren nach ECE R 41, welche in der Euro 4 umgesetzt wurde, verbietet eine Testzykluserkennung. Die Erfüllung der Geräuschvorschriften wurde insbesondere im Bereich von 20 bis 80 km/h verschärft (Grenzwerterfüllung in allen Betriebsarten). Nicht abbaubare, sondern verschweißte dB-Eater sowie die äußerliche Kennzeichnung der Geräuschwerte sind obligatorisch. Vom TÜV Süd wurden im Rahmen eines Messprogramms nach den neuen Vorschriften bei einzelnen Motorrädern über 100 dB(A) bei der beschleunigten Vorbeifahrt im 2. Gang gemessen.

## Hersteller
Hier gelistet sind aktuelle Hersteller von Kleinkrafträdern in klassischer Mokickbauform. Eine Auflistung der Hersteller von Motorrollern findet sich im entsprechenden Artikel.
- Aprilia hat das Mokick „RS 50“ und „RX 50“ im Programm.
- Beta hat das Mokick „RR 50“ im Programm.
- CPI Motor Company hat das Mokick „GTR“ im Programm.
- Derbi aus Spanien bietet eine beträchtliche Auswahl an.
- Di Blasi bietet ein Faltmoped als Elektro- und 50-cm³-Variante an.
- Elmoto aus Deutschland, das ELMOTO HR2 ist ein 45 kg leichtes KKR mit Elektro-Radnabenantrieb und Lithium-Batterie
- Gilera hat das Mokick „DNA“ im Programm.
- Keeway aus China bietet neben dem Rollerprogramm ebenfalls einige Mokickmodelle an.
- Rieju aus Spanien hat z. B. die sportlichen RS2-Varianten und die Enduro/Supermotos SMX, MRX, RRX, MRT im Angebot.
- Romet aus Polen bietet das Mokick „Ogar“ an.
- Sachs bietet die „MadAss“ an, die auch als Leichtkraftrad erhältlich ist.
- Tremel aus Deutschland bietet ein elektrisches Kleinkraftrad an.
- Yamasaki ist ein Hersteller aus China, der zahlreiche Varianten von Mokicks anbietet.